# Персі Джексон
Персі Джексон (англ. Percy Jackson) — головний герой літературного циклу Ріка Ріордана «Персі Джексон та Олімпійці». Також є одним із семи ключових персонажів сиквела «Герої Олімпу» і виступає в якості другорядного персонажа в циклі-триквелі «Випробування Аполлона», що робить його одним із небагатьох персонажів, які з'явилися у всіх трьох серіях. Крім того, Персі Джексон фігурує в ролі оповідача та головного героя в греко-римсько-єгипетських оповіданнях Ріка Ріордана «Напівбоги та маги», а також грає другорядну роль у спінофі «Магнус Чейз і боги Асгарда». У додаткових творах, зокрема «Грецькі боги» і «Грецькі герої», Персі також відведена роль оповідача.
У фільмах 20th Century Studios роль Персі Джексона виконав Логан Лерман, а в мюзиклі «Викрадач блискавок» — Кріс Маккаррелл. Вокер Скобелл зіграє персонажа в майбутньому телесеріалі.

## Створення та концепція
Персонаж Персі Джексон був створений у той момент, коли Рік Ріордан почав вигадувати історії для свого сина Гейлі Ріордана, якому навесні 2002 були поставлені діагнози СПАУ і дислексія. Коли Гейлі навчався у другому класі й вивчав грецьку міфологію, він просив батька розповідати йому казки на ніч, засновані на цих міфах. Коли у його батька закінчилися ідеї, Гейлі запропонував Ріку придумати нові історії, які б поєднували існуючих міфологічних персонажів із новими. Це спонукало Ріордана створити вигаданого персонажа Персі Джексона та історію про його подорож Сполученими Штатами, у пошуках викрадених блискавок Зевса. Почувши історію, Гейлі запропонував батькові адаптувати її як роман. Згодом Ріордан вислухав думку кількох учнів середньої школи, перш ніж донести концепцію Персі Джексона до видавця.
Ріордан зазначив, що Персі Джексон був «натхненний особистою боротьбою мого сина». Вважається, що Гейлі та Персі «одного віку» та мають кілька спільних рис характеру, але вони аж ніяк не є однією людиною. Також Ріордан заявив, що Персі має «його почуття гумору». До того ж персонаж «увібрав у собі риси особистості багатьох учнів, які були в нього в минулому».

## Особистість
Персі Джексон представлений як напівбог, син смертної жінки Саллі Джексон та грецького бога морів Посейдона. Він страждає на СПАУ і дислексію, що пояснюється тим, що розум Персі заточений на давньогрецьку мову, а також він має вроджені «бойові рефлекси». Персі народився 18 серпня. У першому романі серії «Викрадач блискавок» йому 12 років.
Його характер описується як «мінливий, як море», він непохитно відданий своїй сім'ї і друзям. Богиня Афіна описує цю межу як фатальний недолік юнака. «Сили» Персі, які проявляються з малого та розвиваються в міру виходу книг, включають: керування водою, створення ураганів, дихання під водою та спілкування з конеподібними тваринами й рибами. Також, згодом він стає вмілим воїном та лідером. Протягом усієї серії «Персі Джексон та Олімпійці», Персі стає все більш впевненим та сміливим. Він виконує роль головного радника будинку Посейдона в літньому таборі напівбогів — Таборі напівкровок.
Після закінчення подій «Останнє пророцтво», наступна поява Персі відбулася в «Син Нептуна», другій книзі циклу Герої Олімпу. Він страждає від амнезії і щосили намагається відновити свою пам'ять протягом роману. Деякий час у книзі він не може згадати нікого, окрім Аннабет Чейз, своєї коханої. Він потрапляє на тренувальну базу римських напівбогів під назвою Табір Юпітера й обирається претором, після того, як він допоміг їм у квесті. Протягом трьох книг, де розповідь ведеться від третьої особи, його характер зазнає значних змін: у нього розвивається ірраціональний страх потонути; він визнає, що його навички ведення бою на мечах погіршилися; Персі починає приймати зваженіші рішення щодо своїх близьких. Один із найпохмуріших моментів у житті персонажа розгортається в «Будинку Аїда», коли Персі виявляє, що він може контролювати воду в тілі людини, і використовує цю навичку, щоб катувати богиню Ахліс.
Наприкінці «Крові Олімпу» Персі та Аннабет вирішують закінчити останній рік навчання в середній школі в Нью-Йорку, а потім вступити до коледжу в Новому Римі (місто напівбогів у Каліфорнії, що охороняється Табором Юпітера). У «Таємному Оракулі» він був прийнятий до коледжу з повною стипендією, за умови, що він зможе скласти іспити й закінчити навчання, частину якого він пропустив у «Зниклому герої». Турбота Персі про своє майбутнє і сім'ю спонукає його відхилити прохання про допомогу у пошуках відновлення божественного статусу Аполлона.

## Друзі та родичі

### Родина
Персі — син Посейдона; його мати Саллі Джексон вийшла заміж за людину на ім'я Гейб Ульяно, коли Персі був дитиною. Протягом усього сімейного життя Ульяно ображав Персі та Саллі, проте остання розірвала з ним стосунки наприкінці «Викрадача блискавок».
Між подіями «Лабіринту смерті» Саллі Джексон вийшла заміж за Пола Блофіса, вчителя, з яким вона познайомилася на письменницькому семінарі, коли вступала до коледжу. Персі любить і поважає свого нового вітчима і, зрештою, признається йому, що він напівбог. Незважаючи на потрясіння цим одкровенням, Пол, як і раніше, залишається в сім'ї Джексонів і приймає складне життя Персі. У «Таємному Оракулі» мати Персі перебуває на сьомому місяці вагітності дитиною від Пола. У «Кораблі мерців» з'ясовується, що вона народила дівчинку, яку назвали Естель, яка стала зведеною сестрою Персі.
Персі має єдинокровного брата на ім'я Тайсон, який є циклопом. Незважаючи на те, що Персі пов'язаний з великою кількістю істот із давньогрецької міфології, Тайсон — один з небагатьох, кого він визнає сім'єю. Вперше Персі зустрів Тайсона в школі, під час подій «Моря чудовиськ», але дізнався про їх сімейну спорідненість пізніше. Також Персі віддалено пов'язаний з кіньми, пегасами, деякими іншими монстрами та численними богами та напівбогами через свого батька. Значними прикладами цього може бути те, що він технічно є онуком Кроноса, племінником Аїда, Зевса та багатьох інших олімпійців.

### Друзі
Найближчий друг Персі — Гроувер Андервуд, сатир, якому спочатку було доручено захищати його та безпечно доставити до Табору напівкровок. Ще одна близька подруга Персі Аннабет Чейз, з якою він познайомився, коли вона допомагала йому вилікуватися після першого бою з мінотавром. Ці двоє супроводжують його під час першого і більшості наступних квестів.
Персі також близький до багатьох інших персонажів серії книг. Серед його найближчих друзів: Талія Грейс, дочка Зевса та лідер мисливців Артеміди; Лука Кастеллан, син Гермеса (спочатку друг Персі, потім його ворог і пізніше знову друг незадовго до смерті); Ніко ді Анджело, син Аїда; Рейчел Елізабет Дер, смертна піфія та господиня Дельфійського Оракула; Хейзел Левеск, дочка Плутона; Лео Вальдес, син Гефеста; Джейсон Грейс, син Юпітера; Пайпер Маклін, дочка Афродіти та Френк Чжан, син Марса. Френк Чжан також є нащадком Періклімена, нащадком Посейдона та далеким родичем Персі. У Персі незвичні стосунки з Клариссою Ла Ру, дочкою Ареса і головною задирою в Таборі напівкровок, яка ненавидить Персі, але часто допомагає йому.

### Романтичні відносини
Найдовші і найважливіші в житті відносини у Персі з Аннабет Чейз. Їхні почуття одне до одного поступово зростають протягом усього оригінального циклу, а богиня Афродіта вперше натякає на потяг юнака до його подруги в «Проклятті титану», коли Персі намагався врятувати Аннабет із рук титана Атланта. Проте, вони офіційно стають парою лише на завершення «Останнього пророцтва».
Інші важливі романтичні відносини Персі відбуваються у проміжку між формуванням перших. Після подій «Лабіринту смерті», незадовго до останньої битви з титанами, Персі проводить час зі своєю смертною подругою Рейчел Елізабет Дер. Їх дружба викликає конфлікт між Персі та Аннабет. Ближче до кінця «Останнього пророцтва», Рейчел розуміє, що її тягне не до Персі, а до його міфологічного світу.
Також Персі стає романтичним інтересом трьох інших персонажів творів, проте він не помічає цього. Захоплення Ніко ді Анджело поступово переростає у любов до сина Посейдона, проте його почуття ускладнюються тим, що Ніко також починає звинувачувати Персі у смерті своєї сестри Б'янки. У «Лабіринті смерті» в Персі закохується Каліпсо, яку боги відправили на заслання на острів Огігія. Згодом її звільняє із ув'язнення друг Персі, Лео Вальдес. У «Сині Нептуна» почуття до Персі зароджуються у Рейни Авілі Рамірес-Ареллано, яка знаходить його схожим на свого колишнього коханого Джейсона Грейса.

### Магічні тварини
Персі має кілька тварин-компаньйонів. Перший — Пірат, чорний пегас, якого Персі звільнив із ув'язнення на яхті «Принцеса Андромеда» в «Море чудовиськ». При першій появі Пірат згадується як «кобила», однак у всіх наступних книгах його називають жеребцем. Пірат стає особистим конем і компаньйоном Персі. Він непохитно відданий своєму господареві, і в деяких випадках навіть рятував йому життя. Пірат завжди називає Персі «босом» і любить цукрові кубики та пончики. Пірат має двох друзів на ім'я Порки і Гвідо — білі пегаси, які іноді його супроводжують. Усі троє — розумні істоти, здатні взаємодіяти з іншими напівбогами незалежно від мови.
Другий магічний вихованець Персі — місіс О'Лірі, що з'явилася в четвертому романі «Лабіринт смерті». Вона — пекельна хортиця, яку той отримав від Дедала після його смерті. Хоча місіс О'Лірі описується як «собака розміром з танк», магічна завіса, відома як Туман, змушує її здаватися смертним пуделем. Персі часто називає її «своїм собакою» і іноді використовує здатність місіс О'Лірі «мандрувати в тіні», щоб долати великі відстані за лічені миті.
Також Персі добре знайомий з гіпокампом на ім'я Веселка, якому подобається зведений брат Персі Тайсон. Вперше він з'являється в «Морі чудовиськ», де допомагає Персі та його друзям проникнути на яхту Луки Кастеллана «Принцеса Андромеда». Пізніше він рятує життя Тайсона і допомагає двом братам у надзвичайних ситуаціях.
До того ж, Персі подорожував з маленьким кошеням-скелетом на ім'я Маленький Боб, який прив'язався до титана Боба. Маленький Боб був випадково створений одним із слуг Атланта, котрий намагався викликати групу спарт. Коли Персі опинився в Тартарі під час подій «Дому Аїда», Аннабет знайшла кошеня і вони вирушили з ним у подорож. Кошеняті подобається титан Боб і він захищає всю групу в цілому, через що титан називає його «хорошим монстром». Маленький Боб може за бажанням перетворитися на величезного шаблезубого тигра. Його муркотіння непропорційно голосно для тваринного його розміру. Маленький Боб залишився у Тартарі разом із титанами, щоб допомогти відкрити Браму Смерті. Його подальша доля невідома.

## Опис
Персі описується як симпатичний хлопець з кудлатим чорним волоссям, «середземноморським» кольором обличчя і морськими зеленими очима, як у його батька Посейдона. Його мати зазначає, що Персі виглядав так само, як його батько, а на думку його подруги Хейзел, Персі має зовнішність римського бога.

### Здібності
Як і більшість напівбогів, Персі страждає на РДУГ і дислексію, що пояснюється вродженими бойовими рефлексами, а також тим, що його мозок більш природно сприймає давньогрецький, ніж англійський. Після навчання в Таборі Напівкровок, він розробив грецький бойовий стиль (який римляни називають непередбачуваним) і став досвідченим фехтувальником. Скупавшись у річці Стікс, Персі отримав прокляття Ахіллеса, що зробило його невразливим, за винятком невеликої ділянки на попереку. Він втратив цю силу, занурившись у річку Маленький Тибр, яка оточує Новий Рим. Крім того, він має «емпатичний зв'язок» з його першим другом з Табору Напівкровок Гроувером.
Будучи сином Посейдона, одного з «Великої трійки» (інші — Зевс і Аїд), Персі набагато могутніший за більшість інших напівбогів. Він також має певну владу над підданими батька. Персі обдарований кількома напівбожественними здібностями: вмінням маніпулювати водою та течією; підвищеною силою та чутливістю поруч із водою; умінням дихати під водою та керувати старими вітрильними кораблями силою думок; можливістю спілкуватися з морськими тваринами, кіньми, водяними німфами та з деякими своїми родичами; а також здатність створювати невеликі землетруси та урагани. Також вода забезпечує Персі захист від травм та вогню. Всі здібності Персі відповідають міфам та здібностям його батька.

### Зброя
Основною зброєю Персі є Анаклузмос («Стрімка течія»), меч із небесної бронзи, подарований йому Хіроном за вказівкою Посейдона. Історія меча відсилає до Геракла, якому подарувала зброю німфа Зої Нічна Тінь, дочка Атланта. Анаклузмос може змінювати форму: будучи неактивним, він перетворюється на кулькову ручку з вигравіруваною назвою. Меч повертається до кишені власника у разі втрати. Оскільки він зроблений з небесної бронзи, клинок завдає шкоди богам, напівбогам та монстрам, проте залишається невинним для смертних. У книзі «Магнус Чейз та боги Асгарда. Корабель мерців» з'ясовується, що Анаклузмос — меч-дівчинка. Також Персі використав магічні дротики, створені його братом Тайсоном, магічно маскуючі обладунки, виковані Чарльзом Бекендорфом і паличку Картера Кейна. У «Море чудовиськ», його зведений брат Тайсон дає йому наручний годинник, який перетворюється на щит, покритий візерунками, але годинник пошкоджується в «Проклятті титану» і губиться в «Лабіринті смерті».
Персі має кілька магічних предметів, отриманих у битвах з монстрами. Першим з них є ріг Мінотавра, який він отримав після вбивства чудовиська на Пагорбі Напівкровок. Інший — голова Медузи, яку він відрубав після вбивства горгони. Зрештою він віддав голову Медузи своїй матері, яка з її допомогою позбулася вітчима Персі. Також він отримав куленепробивний плащ із левової шкури, коли вбив немейського лева, яким він пізніше пожертвував як підношення Посейдону, щоб врятувати свою кохану.

## В інших медіа

### Кіно
- У червні 2004 року 20th Century Studios придбала права на екранізацію книги Ріордана. У квітні 2007 року режисером картини був призначений Кріс Коламбус. Зйомки почалися в квітні 2009 року у Ванкувері. Роль Персі Джексона виконав актор Логан Лерман. Вік персонажа був збільшений з 12 до 16 років, що, за словами автора, було зроблено для залучення уваги підросткової аудиторії.
- У жовтні 2011 року 20th Century Fox оголосила про розробку сиквела фільму 2010 року, заснованого на другій книзі з циклу «Море чудовиськ», вихід якого відбувся 7 серпня 2013 року. Лерман повернувся до ролі Персі Джексона. Через касовий провал фільму виробництво подальших продовжень було відмінено, а сам Лерман підтвердив, що більше не грає персонажа[13].

### Телебачення
Уокер Скобелл зіграє Персі Джексона в майбутньому серіалі за мотивами циклу романів «Персі Джексон і Олімпійці» для Disney+.

### Відеоігри
Персі Джексон є головним героєм гри «Percy Jackson & The Olympians: The Lightning Thief», заснованої на фільмі 2010 року і випущеної Activision на Nintendo DS 11 лютого 2010 року.

### Мюзикл
Кріс Маккаррелл виконав роль Персі Джексона в мюзиклі «Викрадач блискавок» в 2017 році.